# Albert Falk
Albert Falk, född 29 juni 1874, död 7 november 1961, var en svensk skolman och historiker. Han var bror till Erik Falk.
Falk blev filosofie doktor i Uppsala 1907, lektor i historia och modersmålet vid Västerås högre allmänna läroverk 1909, samt rektor vid Luleå högre allmänna läroverk och från 1921 rektor Strängnäs högre allmänna läroverk. Falk var flera gånger tillförordnat undervisningsråd. Han författade bland annat Bidrag till Falköpings stads historia (1910) och Regium Gustavianum Gymnasium Strengnense 1626-1926. Minnesskrift (1926).